# Felipe de la Garza
Felipe de la Garza y Cisneros (1784, Soto la Marina, Nuevo Santander – 29 de marzo de 1832, Soto la Marina, Tamaulipas, México) fue un militar y funcionario mexicano, que se desempeñó como gobernador de la provincia del Nuevo Santander. Es recordado por el apresamiento y fusilamiento de Agustín de Iturbide, así como su liderazgo junto a los generales Antonio López de Santa Anna y Manuel Mier y Terán en la Batalla de Tampico.

## Origen
Nació el año de 1784 en Soto la Marina, estado de Tamaulipas, mismo lugar donde vivió la infancia y sus primeros años de juventud. Sus padres fueron don Evaristo de la Garza y doña Tomasa de Cisneros. Su padre fue un destacado hacendado descendiente del capitán Marcos Alonso de la Garza, fundador de Monterrey.  Desde muy temprana edad adquirió las cualidades de jinete y soldado, características de los hombres que habitaron el septentrión novohispano. 
En Soto la Marina, su solar natal, participó con poco más de 14 años en la guerra promovida por Félix María Calleja y Manuel de Escandón contra los indios de la Sierra de Tamaulipas la Vieja durante la década de los noventa del siglo XVIII. Estos sucesos de armas le permitieron incorporarse más adelante a la milicia, ganándose la confianza y el respeto de personajes de la talla de Joaquín de Arredondo, quien para 1811 ocuparía el cargo de comandante de la Huasteca y gobernador del Nuevo Santander. El posterior ascenso de Arredondo a la comandancia general de las Provincias Internas de Oriente es fundamental para entender el encumbramiento político de Felipe de la Garza a comienzos del siglo XIX. 
Fue también este personaje uno de los principales promotores del cambio de la villa de Soto la Marina a su lugar actual, ya que en 1809 una epidemia de fiebre amarilla asoló el asentamiento original establecido desde 1750. En aquel triste episodio, perdió a tres hijos pequeños y más tarde, en 1812 también fallecería su primera esposa Inés Arizpe, quien ha sido referida en algunas fuentes bibliográficas como pariente cercana del cura de Borbón Miguel Ramos Arizpe.

## Guerra de Independencia
Desde joven, formó parte de las milicias españolas. Hacia 1810 se le otorgó el comando del destacamento de la Santísima Trinidad de Salcedo (Texas). Durante la guerra de la Independencia de México, sirvió bajo las órdenes del brigadier general don José Joaquín de Arredondo, participando en la batalla de Medina. Felipe de la Garza participó en el sitio de Soto la Marina de 1817, durante el cual capituló la pequeña guarnición que había dejado Francisco Xavier Mina al mando del mayor José Sardá y a quien acompañaba fray Servando Teresa de Mier. 

## Tratados de Córdoba
Al proclamarse los Tratados de Córdoba, de la Garza aceptó la independencia (bajo las condiciones de los tratados), consiguiendo el nombramiento de gobernador de la provincia de Nuevo Santander, el cual le fue confirmado el 5 de agosto de 1822. Sin embargo, tras la falta de cumplimiento de los tratados, y el ascenso de Agustín de Iturbide al trono imperial, firmó una proclama el 16 de septiembre de 1822, secundado por la diputación provincial, protestando contra la usurpación del trono por parte de Iturbide. Asimismo, se alzó en armas, encabezando la primera oposición abierta en contra de Iturbide, a pesar del fracaso de su movimiento. El 26 de septiembre de ese mismo año huyó hacia Monterrey dejando así el gobierno de Tamaulipas. Al poco tiempo consiguió un perdón por parte de Iturbide y regresó a su ciudad natal, donde fue nombrado comandante de las Provincias de Oriente en 1823. 

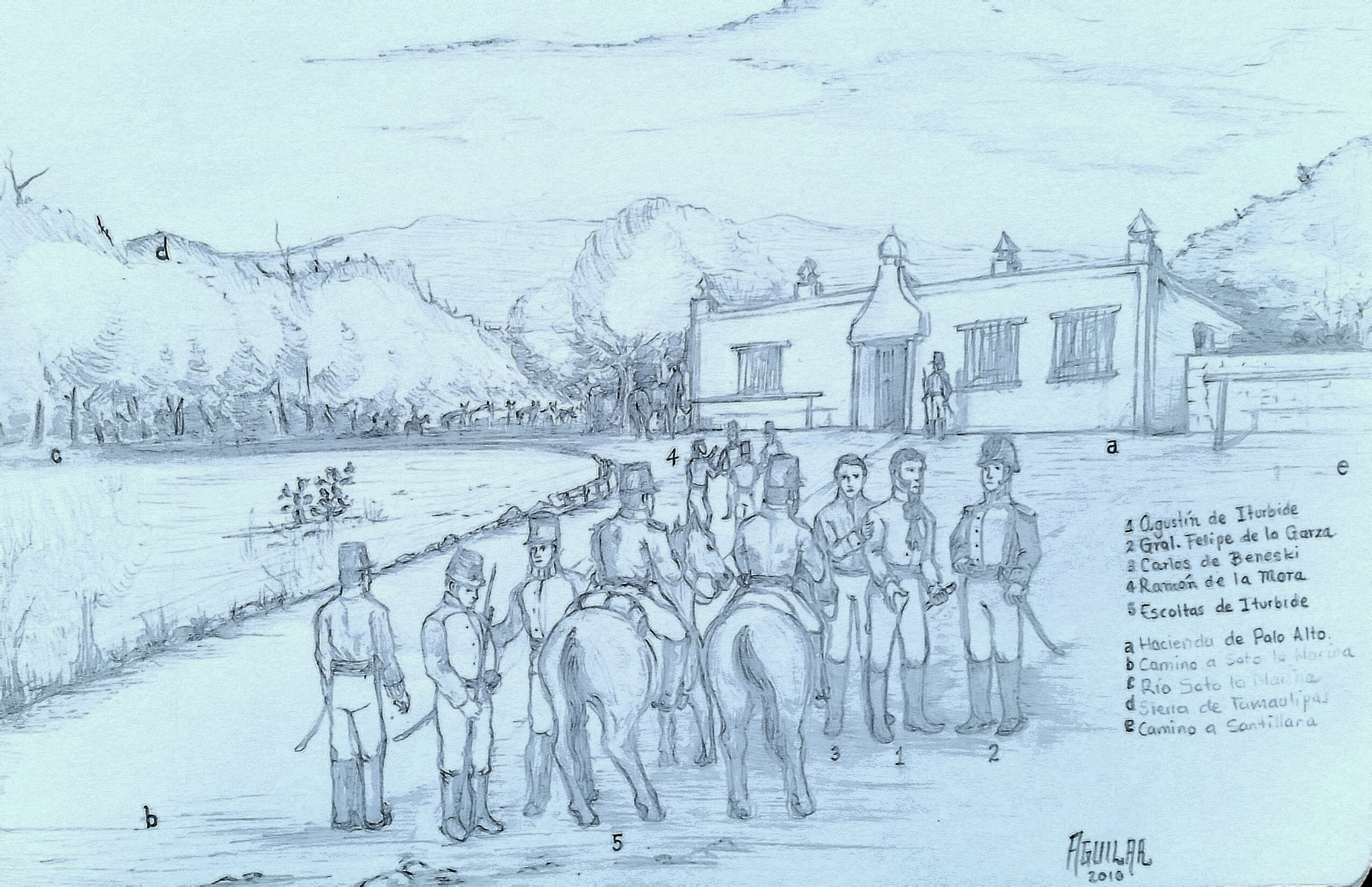
Iturbide siendo conducido por Felipe de la Garza pasa su última noche en la hacienda de Palo Alto, jurisdicción de Santillana.

## Ejecución de Iturbide
Tras la Revolución del Plan de Casa Mata, y la abdicación y exilio de Agustín de Iturbide, el 22 de abril de 1824, el Congreso mexicano dictaminó pena de muerte para el ex-emperador Iturbide en caso de volver a pisar suelo mexicano, siendo declarado traidor y enemigo del Estado.  
El 14 de julio de 1824 arribó la goleta Spring, misma en la que viajaban el conde Carlos Beneski y Agustín de Iturbide. De la Garza hizo prisionero a Iturbide y lo trasladó a Soto la Marina, donde fue juzgado. Se ordenó el traslado de Iturbide a Padilla bajo la custodia de 60 hombres. Cumpliendo las órdenes del Congreso, de la Garza ordenó la ejecución de Iturbide a las 6 de la tarde del 19 de julio de 1824 en Padilla, Tamaulipas. Dicha acción fue duramente criticada por los partidarios de Iturbide, aunque le consiguió el apoyo de sus detractores. En 1826, Carlos María de Bustamante publicó una defensa del general de la Garza que auxilió a su restauración política.

## Retorno político y Batalla de Tampico
Fue elegido diputado federal por Tamaulipas para el período de 1827 a 1828. En 1830 fue elegido por el congreso local como senador. En 1829, el general de la Garza fue, junto con Antonio López de Santa Anna y Manuel Mier y Terán, uno de los líderes del ejército mexicano en la batalla de Tampico rechazando la expedición de Isidro Barradas por recuperar México para la Corona Española. 

## Muerte
Murió el 29 de marzo de 1832 víctima de tuberculosis.

## Matrimonios
Casó en primeras nupcias con doña María Inés de Arizpe y en segundas con doña María Antonia de la Serna.